# 일본 여자 농구 리그
일본 여자 농구 리그(バスケットボール女子日本リーグ, Women's Japan Basketball League, WJBL)는 일본의 여자 실업팀들이 참가하는 최상위 농구 리그이다.

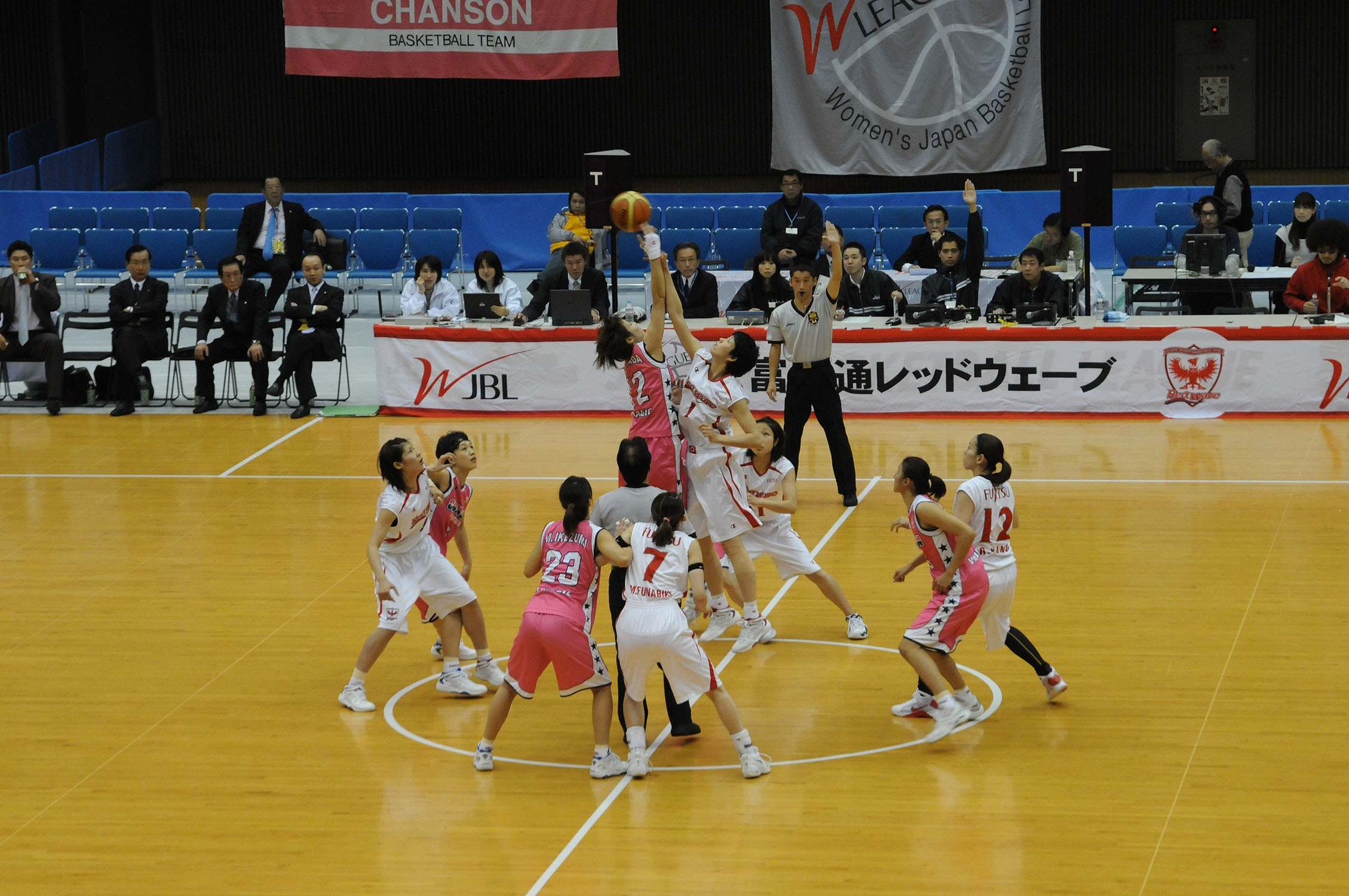
WJBL 2008-09 후지쯔와 샹송의 정규리그 팁오프

## 참가팀
| 팀                        | 연고지                  | 창단   |
| ------------------------- | ----------------------- | ------ |
| JX-에네오스 선플라워즈    | 지바현 가시와시         | 1969년 |
| 도요타 자동차 안테로프스  | 아이치현 나고야시       | 1963년 |
| 덴소 아이리스             | 아이치현 가리야시       | 1962년 |
| 후지쓰 레드웨이브         | 가나가와현 가와사키시   | 1985년 |
| 니가타 알비렉스 BB 래비츠 | 니가타현 니가타시       | 2011년 |
| 샹송화장품 샹송 V매직     | 시즈오카현 시즈오카시   | 1962년 |
| 아이신 AW 윙스            | 아이치현 안조시         | 1979년 |
| 미쓰비시 전기 코알라즈    | 아이치현 나고야시       | 1956년 |
| 히타치 하이테크 쿠거즈    | 이바라키현 히타치나카시 | 1961년 |
| 도요타 방직 선샤인 래비츠 | 아이치현 가리야시       | 1980년 |
| 도쿄 하네다 빅키즈        | 도쿄도 오타구           | 1971년 |
| 야마나시 퀸비즈           | 야마나시현 가이시       | 1968년 |

## 우승팀
| #  | 시즌    | 정규시즌                   | 정규시즌      | 플레이오프                 | 플레이오프 | 플레이오프               | 플레이오프    |
| #  | 시즌    | 1위                        | MVP           | 우승                       | 파이널     | 준우승                   | MVP           |
| -- | ------- | -------------------------- | ------------- | -------------------------- | ---------- | ------------------------ | ------------- |
| 18 | 2016-17 | JX에네오스 선플라워즈 (18) | 도카시키 라무 | JX에네오스 선플라워즈 (20) | 3-0        | 도요타 자동차 안테로프스 | 요시다 아사미 |
| 19 | 2017-18 | JX에네오스 선플라워즈 (19) | 도카시키 라무 | JX에네오스 선플라워즈 (21) | 71:59      | 덴소 아이리스            | 요시다 아사미 |
| 20 | 2018-19 | JX에네오스 선플라워즈 (20) | 도카시키 라무 | JX에네오스 선플라워즈 (22) | 2-0        | 미쓰비시 전기 코알라즈   | 미야자와 유키 |
| 21 | 2019-20 | 에네오스 선플라워즈 (21)   | 도카시키 라무 | 미개최                     | 미개최     | 미개최                   | 미개최        |

## 과제

### 전문화
농구의 프로화는 국제적인 흐름이며, 여자 농구 또한 예외가 아니다. 하지만 프로화한 남자에 비해 일본 여자 농구는 프로리그화에의 움직임이 둔하다. 프로 계약은 남자와 마찬가지로 1997년 해금되었지만, 1호는 2007년 오가미 유코(당시 JOMO)까지 기다려야 했다. 그래도 40년 넘게 예선을 돌파한 올림픽 출전에서 멀어진 남자와 달리 1996년 애틀랜타 올림픽와 2004년 아테네 올림픽, 2016년 리우데자네이루 올림픽 등 예선을 뚫고 출전권을 따냈으며, 월드컵(옛 세계선수권)에도 출전을 거듭하고 있다.
대한민국에서는 이미 한국여자프로농구(WKBL)를 출범하는 등 아시아에서도 여자 프로 리그가 출범하고 있다. 리그가 아마추어인 채 일본은 강화로 뒤처져 2006년 세계선수권 및 2008년 베이징 올림픽, 2012년 런던 올림픽 출전을 놓치던 시기도 있었지만, 아시아선수권에서 2013년 대회부터 4연패를 달성하고 2016년 리우데자네이루 올림픽, 2021년 도쿄 올림픽, 2개 대회 연속 16강 진출에 성공했다.
클럽 레벨에서는 과거 2002년부터 2008년까지 행해진 한일 W-리그 챔피언십에서 일본의 전패로 끝났고, 2013년 아시아 W 챔피언십, 2017년 한일 클럽 챔피언십에서도 한국이 우승했었다.

### 조직
일본의 국내 농구 톱 리그는 1999년부터 남녀별로 조직이 되고는 있지만, WJBL과 구 JBL은 협회 주최의 전 동일 회장에서 시합을 짜는 등 제휴를 도모해 왔다. 그러나 이후 프로리그화가 진행된 남자가 홈 앤드 어웨이 기본 일정을 짜는 것과 달리, W리그는 실업팀 위주이며 대부분의 경기는 주간 경기이다. 한편 도쿄 하네다와 야마나시 QB 등 클럽팀을 중심으로 자체 홈게임 흥업을 벌이는 팀도 늘고 있다.
소속팀에 대해서는 과거에는 오사카에서 산요전기 등 서일본에서도 W리그에 참전하는 팀이 있었지만, 그러한 팀의 철수 후, 한때의 W리그는 팀이 칸토로부터 동해 지방까지 밖에 없었고, 승격도 2004년의 토요타 방직으로부터 한동안 없었다. 2011년 6월에는 W1리그(2부) 소속팀 수가 4팀까지 감소함에 따라 W리그(1부)와 합체 통합한 1부리그제로 2012~2013시즌부터 이행하기로 하는 등 최근 일본의 여자 톱 리그는 축소되는 추세다.
요 몇 해 사이 2021년의 프레스티지 인터내셔널이나 2022년의 히메지 이글렛츠라고 하는 지방으로부터 새롭게 리그에 참가하는 팀이 나타나고 있다. 또 기양은행처럼 미래의 W리그 진출을 노리겠다고 공언하는 팀도 존재한다.
게임의 퀄리티에 대해서는 상위 팀과 하위 팀의 대전에서는 실력 차이의 크기가 스코어로 나타나고 있다.

## 같이 보기
- 2013년 아시아 W-챔피언십 대회